# Viza za budućnost
Viza za budućnost (auf Deutsch: Visum für die Zukunft) ist eine bosnische Fernsehserie, die von 2002 bis 2008 lief. Die Sendung ist eine Mischung aus Drama und Komödie und wurde vom bosnischen öffentlich-rechtlichen Rundfunk Federalna televizija (FTV) produziert. Die Serie besteht aus insgesamt 206 Episoden, die über 6 Staffeln ausgestrahlt wurden, wobei die letzte Episode der Serie am 17. April 2008 ausgestrahlt wurde.
Während ihrer Ausstrahlung verzeichnete diese Fernsehserie eine große Zuschauerzahl in Bosnien und Herzegowina, und die Serie wurde auch von anderen Ländern des ehemaligen Jugoslawien gekauft und gezeigt.

## Handlung

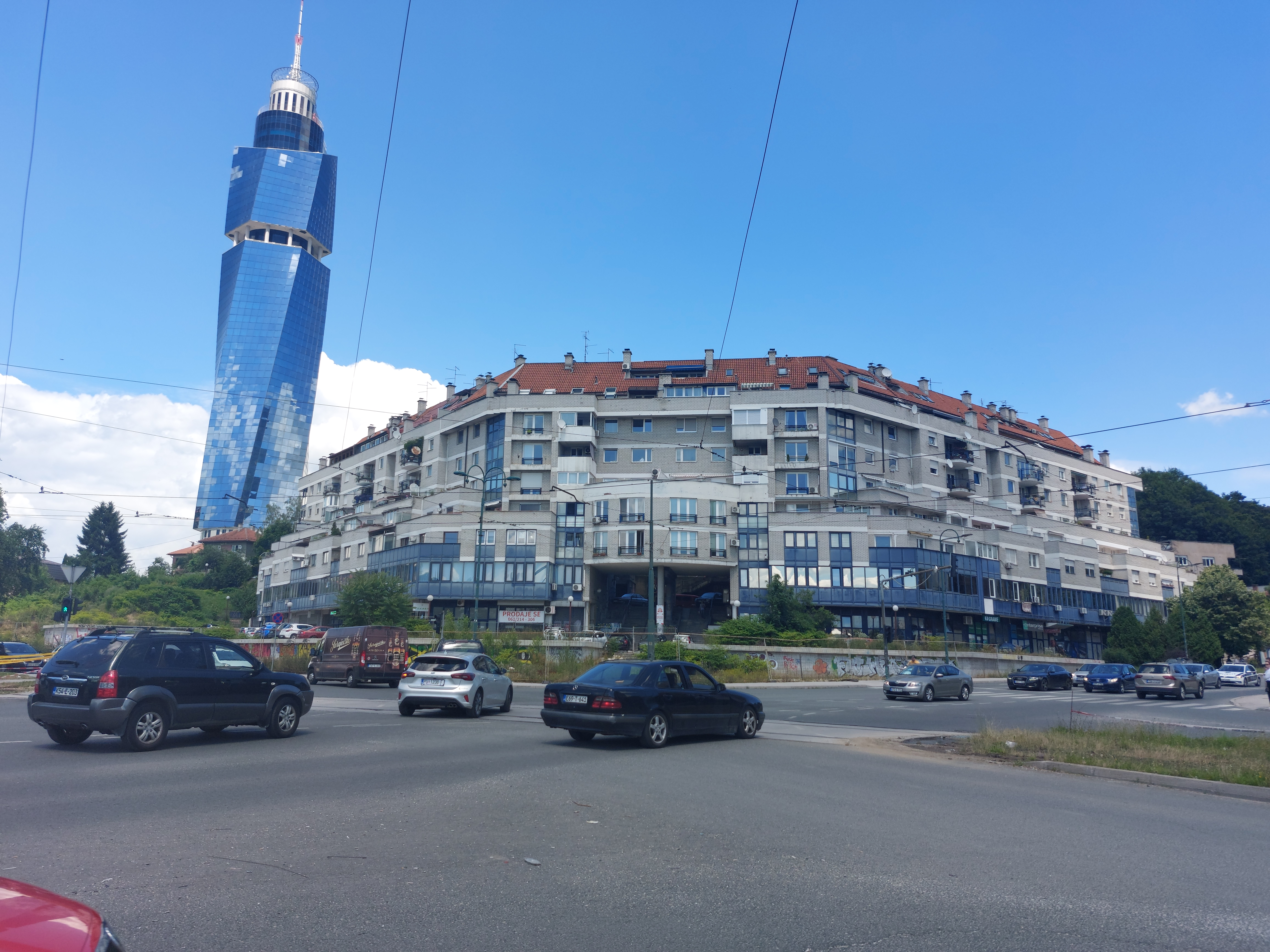
Das Gebäude in Sarajevo, in dem die Serie aufgenommen wurde

Die bosniakische Familie Husika, deren Wohnung im Krieg zerstört wurde, lebt in der Wohnung der bosnisch-serbischen Familie Golijanin, die während des Krieges nach Norwegen geflohen ist. Das Drama entsteht, als die Familie Golijanin aus Nostalgie nach Sarajevo zurückkehrt und beabsichtigt, in einer eigenen Wohnung zu leben. Die Familie Husika, angeführt von Frau Alma, ihrem Ehemann Suad, ihren drei Kindern und Mutter von Alma, Mubera, will die Wohnung nicht verlassen, bis sie eine neue bekommt, und hat nicht vor, die Golijanianer hereinzulassen in das Apartment. Aber die Familie Golijanin, angeführt von den Ehepartnern Milan und Danica, möchte kategorisch nicht zurücktreten, und die ganze Sache endet vor Gericht. Am Tag der Räumung Husiks entschied das Gericht, dass die beiden Familien zusammenleben müssen.
In insgesamt 206 Episoden der Serie verfolgten die Zuschauer das Schicksal dieser beiden Familien und wurden Zeuge ihrer Versöhnung und erneuerten Freundschaft.

## Personen

### Familie Golijanin
- Milan Golijanin (gespielt von Ljubiša Samardžić) – der ehemalige Politiker und Diplomat
- Danica "Dana" Golijanin (gespielt von Jasna Diklić) – die Ehefrau von Milan
- Nenad „Nešo“ Golijanin (ab Staffel 4, gespielt von Mario Drmać) – der Sohn von Milan und Danica

### Familie Husika
- Alma Husika (gespielt von Meliha Fakić) – die Krankenschwester
- Suad "Sudo" Husika (gespielt von Admir Glamočak) – der Ehemann von Alma, arbeitslos
- Mubera Polovina (gespielt von Nada Đurevska) – die Mutter von Alma und Rile, die Schwiegermutter von Suad
- Belma Husika (gespielt von Amra Kapidžić) – die älteste Tochter von Alma und Suad, eine Studentin
- Nejra Husika (gespielt von Maja Ibrahimpašić) – die mittlere Tochter von Alma und Suad, eine Schülerin
- Merima Husika (gespielt von Lejla Zvizdić) – die jüngste Tochter von Alma und Suad

### Nachbarn und Bekannte
- Rifat "Rile" Polovina (gespielt von Mirvad Kurić) – der Sohn von Mubera, Bruder von Alma, Freund von Milan
- Sena Zvrk "Sena Internet" (gespielt von Emina Muftić) – die beste Freundin der Familie Husika, eine Wahrsagerin
- Miro Zvrk (gespielt von Izudin Bajrović) – der Ehemann von Sena, ein Handwerker
- Oskar Prohaska (gespielt von Zoran Bečić) – Tscheche, der Freund und Verehrer von Mubera
- Sabahudin "Saša" Kreljo (gespielt von Ermin Sijamija) – der Freund und spätere Verlobte von Belma, ein Polizist
- Zela (gespielt von Enis Bešlagić) – zuerst der Kellner, später der Minister, ein Freund von Rile
- Hedija (gespielt von Dženita Imamović) – die Ehefrau von Zela, eine Hausfrau
- Hrvoje Uskok (gespielt von Žan Marolt) – der Untermieter von Husikas und Golijanins, ein Schmuggler
- Sanja (gespielt von Sanda Krgo) – die Freundin von Hrvoje, eine Floristin
- Nadir Hadžić (gespielt von Emir Hadžihafizbegović) – der Schwager von Mubera, Onkel von Alma und Rile, ein Rückkehrer aus der Diaspora
- Tonči (gespielt von Rijad Ljutović) – der gute Freund von Suad
- Vinko Uskok (gespielt von Boris Dvornik) – der Vater von Hrvoje
- Nero (gespielt von Drago Buka) – der Pyromane, ein Verkäufer
- Dijana (gespielt von Sanja Burić) – die Ehefrau von Nero, eine Verkäuferin
- Sejo (gespielt von Nermin Omić) – der Mann, der Bosnien und Herzegowina verlassen will, ein Friseur
- Zlata (gespielt von Faketa Salihbegović Avdagić) – die Ehefrau von Sejo, eine Friseurin
- Aleksandar Jović (ab Staffel 4, gespielt von Borislav Stjepanović) – der Psychologe aus Serbien
- Sofija Jović (ab Staffel 4, gespielt von Tanja Bošković) – die Ehefrau von Aleksandar, eine Bibliothekarin
- Saška Jović (ab Staffel 4, gespielt von Snežana Marković) – die Tochter von Sofija und Aleksandar
- Olivera Atanacković (ab Staffel 4, gespielt von Ksenija Jovanović) – die Mutter von Sofija, eine ehemalige Politikerin

### Weitere Rollen
- Ranka (gespielt von Mediha Musliović) – eine korrupte Angestellte von Novi Grad Gemeinde
- Sofija Ceger (gespielt von Amina Begović) – eine Mitarbeiterin von OHR
- Soko Sivi (gespielt von Rade Čolović) – ein Gangster
- Žuti (gespielt von Narcis Babić) – der Leibwächter von Soko
- Lejla (gespielt von Nela Đenisijević) – die Cousine von Sena, die Freundin von Rile
- Žiga (gespielt von Željko Stjepanović) – ein Polizeikommissar
- Jasmina Salčin (gespielt von Vedrana Seksan) – eine Polizeikommissarin
- Spasić (gespielt von Miraj Grbić) – ein Anwalt
- Krezo (gespielt von Šerif Aljić) – der Freund von Prohaska und Spasić, ein Spieler
- Gojko Rundić "Dekan" (gespielt von Muhamed Bahonjić) – der Cousin von Milan, ein korrupter Universitätsdekan
- Petar Krstić (gespielt von Nakib Abdagić) – ein Polizist
- Rahima Husika (ab Staffel 3, gespielt von Šefika Korkut Šunje) – die Mutter von Suad, die Schwiegermutter von Alma
- dr. Karić (ab Staffel 3, gespielt von Almir Kurt) – der Chef von Alma, ein Arzt
- Mario (ab Staffel 3, gespielt von Saša Oručević) – der Freund von Hrvoje, ein Caterer
- travar (ab Staffel 3, gespielt von Haris Burina) – der Kräuterkundige
- Kiki (ab Staffel 4, gespielt von Lana Barić) – Mitglied der politischen Partei von Milan
- Habe (ab Staffel 4, gespielt von Bajruzin Hajro Planjac) – ein Tycoon
- Marko (ab Staffel 4, gespielt von Haris Begović) – der Sohn von Kiki, ein Schüler